# جيم ويلكينسون
جيم ويلكينسون (بالإنجليزية: Jim Wilkinson)‏ هو لاعب كرة قدم أسترالية ولاعب كريكت ومحامي وسياسي أسترالي، ولد في 4 ديسمبر 1951 في هوبارت في أستراليا. انتخب President of the Tasmanian Legislative Council ‏ (21 مايو 2013 – ) وانتخب عضو المجلس التشريعي التاسماني ‏ عن دائرة Electoral division of Nelson (Tasmania) ‏ (1 يوليو 1999 – ) وانتخب عضو المجلس التشريعي التاسماني ‏ عن دائرة Electoral division of Queenborough ‏ (27 مايو 1995 – 30 يونيو 1999).

## روابط خارجية
- جيم ويلكينسون على موقع إي آس بي آن كريك إنفو (الإنجليزية)
- جيم ويلكينسون على موقع AustralianFootball.com (الإنجليزية)
- جيم ويلكينسون على موقع AFLtables.com (الإنجليزية)